# The Jerry Springer Show
The Jerry Springer Show är en amerikansk talkshow med den forna politikern Jerry Springer som programledare som sändes från 30 september 1991 fram till 26 juli 2018. Det spelades först in i NBC-tornet i Chicago och därefter i Rich Forum i Stamford, Connecticut och distribueras av NBC Universal till lokala tv-stationer över hela USA.
Från början handlade programmet mestadels om politiska ämnen och sågs som ett seriöst samhällsprogram. På senare år har dock de politiska avsnitten blivit färre till förmån till mer populära, mindre seriösa inslag som handlar om allt från pornografi till Ku Klux Klan. Programmet har blivit känt för de våldsamma bråk och ordväxlingar som ofta uppstår mellan gäster i programmet.

## Nedläggning
Programmet lades ned 2018 på grund av låga tittarsiffror. Totalt sändes 27 säsonger av The Jerry Springer Show.

## Sändningar i Sverige
Svenska TV3 sände The Jerry Springer Show under åren 1997–1999 (säsong 7–8). Sedan årsskiftet 2006/2007 återupptogs serien i TV400, som fortsatte från där TV3 slutade. Avsnitten som visas i Sverige är därmed cirka tio år gamla, minst. Från och med sommaren 2007 till 2012 visade TV400 (senare TV11) säsong 10 till säsong 13 med två avsnitt dagligen på tidig kvällstid och senare mitt i natten.